# Cissus rhamnoidea
Cissus rhamnoidea är en vinväxtart som beskrevs av Jules Émile Planchon. Cissus rhamnoidea ingår i släktet Cissus och familjen vinväxter. Inga underarter finns listade i Catalogue of Life.